# Schronisko pod Wielkim Połomem
Schronisko pod Wielkim Połomem – nieistniejące górskie schronisko turystyczne, położone w Beskidzie Morawsko-Śląskim w Czechach. Budynek znajdował się na wysokości 944 m n.p.m., na wschód od szczytu Wielkiego Połomu.

## Historia
Inicjatorem powstania schroniska był Klubu Czechosłowackich Turystów – oddział w Orłowej-Łazach. Był to drewniany budynek w stylu wałaskim według projektu architektów Kolářa i Rubiego z Ostrawy. Koszt budowy wyniósł 484 650 koron, a oficjalne otwarcie nastąpiło 10 sierpnia 1924 r. Obiekt mieścił dwie sale jadalne (dużą i małą), duży pokój gościnny, kuchnię, spiżarkę, toalety, sześć pokojów z 12–15 łóżkami (według innych danych: 35 łóżek), a w piwnicy dwie dodatkowe sale przeznaczone na noclegi zbiorowe z miejscem na 40–60 sienników (w 1931 roku było to już 40 miejsc na łóżkach piętrowych). Budynek od południowego wschodu okalała obszerna 16-metrowa przeszklona weranda przylegająca do sali jadalnej.
Zainteresowanie schroniskiem było tak duże, że w latach 1928–1929 roku w jego bezpośrednim sąsiedztwie powstał budynek hotelu Kamenná chata z 23 pokojami sypialnymi (według innych danych: 20 pokojów z 48 łóżkami). W sumie kompleks oferował wówczas 110–130 noclegów na łóżkach. Obejmował także wodociąg, wieżę ciśnień, lodownię i zabudowania gospodarcze, a także skocznię narciarską. Budynek wyposażony był w oświetlenie elektryczne.
W 1930 roku najemcą został Antonín Kučera, a oba budynki nazywano wspólnie Kučerową chatą. W 1935 roku oferowały łącznie 82 miejsca noclegowe na łóżkach.
Jesienią 1938 roku schronisko znalazło się na terenie Zaolzia zajętego przez Polskę. Z uwagi na błędne oznaczenie lokalizacji schroniska na czechosłowackich mapach wojskowych (po słowackiej stronie wewnętrznej granicy, to jest poza przyłączanym obszarem) polskie wojsko po początkowym objęciu budynku 10 września 1938 r. wycofało się niego trzy dni później po czeskiej interwencji dyplomatycznej. Omyłkę kartograficzną wyjaśniono na przełomie listopada i grudnia i dopiero wtedy budynek ponownie znalazł się pod zarządem polskim wraz z przyłączonym terytorium Czadeckiego.

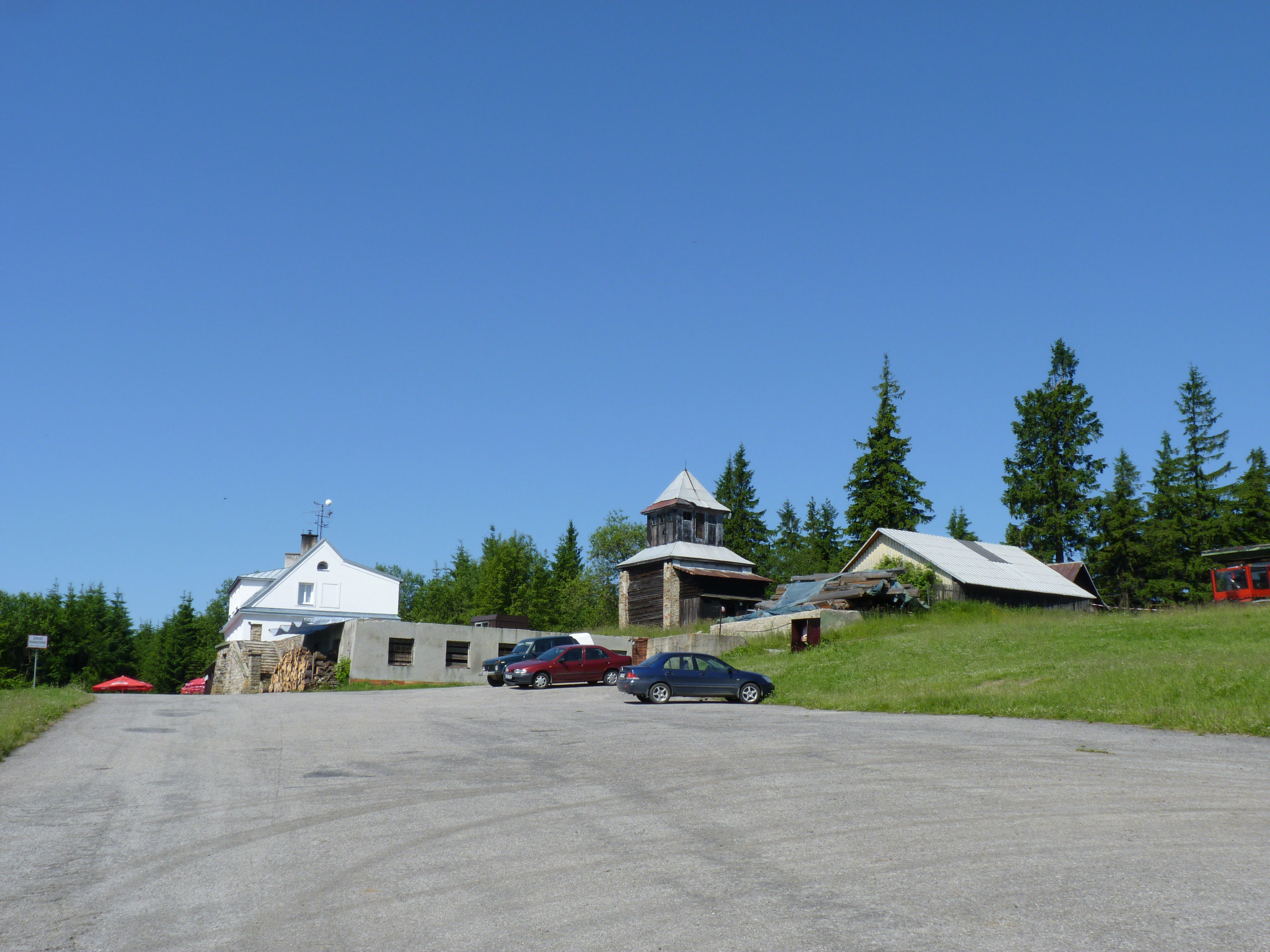
Fundamenty schroniska pod Wielkim Połomem, w tle wieża widokowa Tetřev i Kamenná chata (2010)

W międzyczasie ustępujący czeski dzierżawca zabrał ze schroniska całe wyposażenie, rozbijając przy tym piece oraz uszkadzając instalacje sanitarną i elektryczną. Zastany budynek pozbawiony był łóżek, stołów, krzeseł, zlewów czy choćby klamek. Obiekt, będący wówczas największym schroniskiem w Polsce, 28 stycznia 1939 roku przekazano Oddziałowi Górnośląskiemu Polskiego Towarzystwa Tatrzańskiego w Katowicach, który tym samym zrezygnował z działań na rzecz odkupienia od Beskidenvereinu placówki na Hali Lipowskiej. Gospodarzem schroniska został Ryszard Gasz, prowadzący również obiekt na Przysłopie pod Baranią Górą. W momencie wybuchu II wojny światowej w budynku dobiegał końca remont generalny, którego koszt oceniano na 60 tys. złotych.
Schronisko istniało do 2 maja 1960 roku, kiedy to strawił je pożar. Na jego fundamentach postawiono drewniany budynek hotelu „Tetřev” wykorzystywany następnie przez liczne grupy szkolne. Ten jednak z uwagi na zły stan techniczny został rozebrany w 2009 roku. Tuż obok stoi wieża widokowa Tetřev.